# Heteresthes subaureata
Heteresthes subaureata är en fjärilsart som beskrevs av W. Warren 1902. Heteresthes subaureata ingår i släktet Heteresthes och familjen mätare. Inga underarter finns listade i Catalogue of Life.